# グリーンリカバリー
グリーンリカバリー（英語: Greenrecovery）は、新型コロナウイルス感染症 (COVID-19) の流行で冷え切った世界経済の再起を図るのに際し、脱炭素社会など環境問題への取り組みも合わせて行おうとするアフターコロナの政策の一つで、もともと環境意識が高かったヨーロッパを中心に提唱され、世界恐慌からの回復を画したニューディール政策になぞらえ「グリーンニューディール」と形容されることもある。

## 背景
2020年は、地球温暖化や気候変動に関するパリ協定における温室効果ガス排出削減目標の見直し案を提出する初年度であり、生物多様性条約締約国会議において採択された愛知ターゲットに続く次の目標が議論される予定もあった。
そうした折、新型コロナウイルスの流行に伴うロックダウンによって大気汚染が急激に改善された現実を目の当たりにしたことで、一般大衆の意識が一気にグリーンリカバリーを支持する方向へと向けることになった。

## 各国の対応
ヨーロッパではEUや各国政府が相次いでグリーンリカバリーの政策を発表し、環境系NGOなどがそれを支援する官民一体での事業展開が始まっている。

## グローバル企業の取り組み
世界規模で商業を展開するグローバル企業にとってグリーンリカバリーの採用・導入は、環境意識が高い消費者や株主に対して必須条件となっており、積極的に実施しなければアフターコロナのビジネスシーンでは生き残れないと危機感を募らせている。

## 日本の対応
日本では、小泉進次郎環境大臣が「緑の回復」と銘打ち、環境省や経済産業省主導でグリーンリカバリーを実施することを表明し、企業側も「経済の回復と緑の回復が同軸でないとダメだ」（リコーの山下良則社長）と海外の環境先進企業から後れを取った日本企業にとってグリーンリカバリーが挽回のチャンスでもあるとした。